# Sagelat
Sagelat (okzitanisch: gleichlautend) ist ein Ort und eine südwestfranzösische Gemeinde (commune) mit 317 Einwohnern (Stand 1. Januar 2022) in der alten Kulturlandschaft des Périgord im Département Dordogne im Nordosten der Region Aquitanien.

## Lage
Der Ort Sagelat liegt auf einem Hügel im Périgord noir in einer Höhe von ca. 100 m ü. d. M. und etwa 34 Kilometer (Fahrtstrecke) südwestlich von Sarlat-la-Canéda; Pays de Belvès befindet sich etwa drei Kilometer südlich. Zur Gemeinde gehören auch mehrere Einzelgehöfte. Das Gemeindegebiet wird vom Flüsschen Nauze durchquert.

## Bevölkerungsentwicklung
| Jahr                      | 1968 | 1975 | 1982 | 1990 | 1999 | 2006 | 2012 |
| Einwohner                 | 261  | 253  | 302  | 300  | 325  | 348  | 330  |
| Quelle: Cassini und INSEE |      |      |      |      |      |      |      |

Im 19. Jahrhundert lag die Einwohnerzahl der Gemeinde meist deutlich über bei etwa 500 Personen. Die Reblauskrise im Weinbau und der Verlust von Arbeitsplätzen durch die Mechanisierung der Landwirtschaft führten zu einem kontinuierlichen Bevölkerungsrückgang, dessen Tiefpunkt möglicherweise in den 1960er und 1970er Jahren erreicht wurde.

## Wirtschaft
Bis in die heutige Zeit spielt die Landwirtschaft die größte Rolle im Wirtschaftsleben der Gemeinde. Der hier betriebene Weinbau ist jedoch nach der Reblauskrise gänzlich aufgegeben worden. Tabak und Mais sind ebenfalls auf dem Rückzug – stattdessen dominieren Wälder, Felder und Weiden, aber auch Walnuss-, Esskastanien- und Obstbäume die Region. Auch Gänseleberpastete und Trüffel zählen zu den regionalen Spezialitäten. Einige leerstehende Häuser werden als Ferienwohnungen (gîtes) vermietet.

## Geschichte
Der Ort entstand auf dem Gebiet einer gallorömischen Landgutes (villa rustica). Einer lokalen Überlieferung zufolge wurde die örtliche Quelle bereits vom aquitanischen Herzog Waifar (reg. 745–768) auf der Flucht vor den Soldaten Pippins des Jüngeren aufgesucht. Im ausgehenden 11. Jahrhundert entstand in der Nähe die Benediktinerabtei Fongauffier, die jedoch im Verlauf der Französischen Revolution aufgelöst und abgerissen wurde. Um die Abtei herum bildete sich im Laufe von Jahrhunderten der heutige Ort.

## Sehenswürdigkeiten

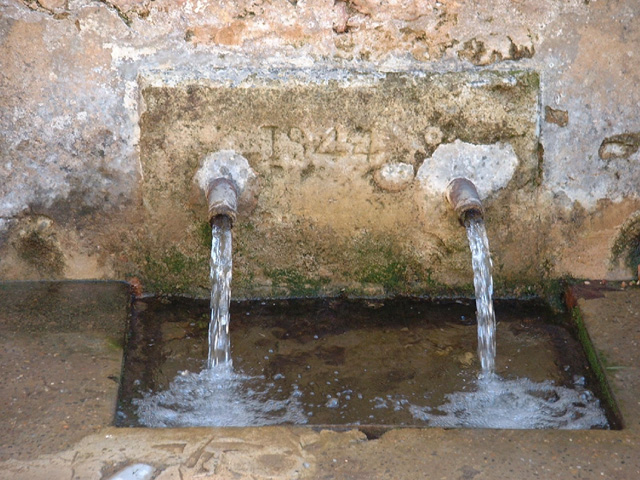
Fontaine de Fontgauffier

- Die schmucklose romanische Pfarrkirche Saint-Victor mit ihrem einfachen Glockengiebel stammt möglicherweise noch aus dem 11. Jahrhundert; sie wurde jedoch im 12. Jahrhundert überarbeitet und erhielt eine Ostpartie in Form eines Dreikonchenchors. Das einschiffige Innere und das Querhaus sind tonnengewölbt; über der Vierung spannt sich ein Kreuzgratgewölbe; die kleine Apsis ist kalottengewölbt. Zwei schöne figürliche romanische Kapitelle befinden sich am Übergang vom Langhaus zur Vierung. Eine behutsame Restaurierung im 20. Jahrhundert machte sie zu einem kleinen Schmuckstück ländlicher Romanik.
- Auf dem Gemeindegebiet befanden sich seit dem ausgehenden Mittelalter mehrere Wassermühlen; das Gemeindewappen erinnert daran.
- Ein auf Arkadenbögen ruhendes Taubenhaus (pigeonnier) ist ebenfalls sehenswert.